# ヨーゼフ・カイルベルト
ヨーゼフ・カイルベルト（Joseph Keilberth、1908年4月19日 - 1968年7月20日）は、ドイツの指揮者である。

## 生涯
カールスルーエでオーバープファルツの音楽家の家庭に生まれ、祖父はミュンヘンの軍楽隊員、父親はカールスルーエのバーデン大公国宮廷楽団のチェロ奏者であった。
1925年にカールスルーエ国立劇場（現・バーデン州立劇場）のコレペティトールに、1935年より音楽監督に就任。1940年にプラハにドイツ・フィルハーモニー管弦楽団（バンベルク交響楽団の前身）の指揮者として転任。終戦までにドレスデン・シュターツカペレの首席指揮者となり、1949年（または1950年）に「ベネシュ布告」により戦後のチェコスロヴァキアを脱出したドイツ人演奏家が主体となって結成されたバンベルク交響楽団の首席指揮者に就任し亡くなるまでその育成に努めた。
1950年にはベルリン国立歌劇場に、1951年にはハンブルク・フィルハーモニー管弦楽団に客演指揮者として訪れている。1952年から1956年までバイロイト音楽祭においても活躍し、そのほかにザルツブルク音楽祭にも客演している。1959年よりバイエルン国立歌劇場の音楽総監督に任命された。そのバイエルン国立歌劇場においてフェリックス・モットルと同じく、『トリスタンとイゾルデ』を指揮している最中に心臓発作をおこして急死した。
最晩年の1965年と1966年、1968年に来日しNHK交響楽団に客演した。

## 解釈
ヨーゼフはヴォルフガング・アマデウス・モーツァルトからパウル・ヒンデミットに至る、伝統的なドイツ音楽を主要なレパートリーとしていた。わけてもルートヴィヒ・ヴァン・ベートーヴェン、アントン・ブルックナー、ヨハネス・ブラームス、リヒャルト・シュトラウス、ハンス・プフィッツナーが得意であった。ほかに、ベドルジハ・スメタナやアントニーン・ドヴォルジャークの演奏でも有名だった。
ヨーゼフの演奏は奇をてらった解釈を斥けており、高雅で温かな抒情性と生き生きとした音楽作りが特徴的である。ドイツのオーケストラを指揮した演奏ではしばしば重厚な風格が目立つものの、音色の艶やかさやふくよかさを特長とするフランスのオーケストラと共演した録音ではヨーゼフの解釈の美点が最大限に引き出されている。

## 録音
バンベルク交響楽団やベルリン・フィルハーモニー管弦楽団と共演してベートーヴェンやブラームスの交響曲の録音をステレオ音源で遺したほか、NHK交響楽団やフランス国立放送管弦楽団とはライブ録音も残している。とりわけ、後者とクリスチャン・フェラスとの共演によるベートーヴェンの『ヴァイオリン協奏曲』の録音は録音の美しさも相まってこの指揮者の代表的な音源の一つに数えられている。21世紀に入ってから、独唱者のレコード会社の契約の都合上で長らくお蔵入りになっていた1955年の英デッカが行ったバイロイト音楽祭でのステレオ録音が2006年になって英テスタメント社からようやくCDとLPの双方で発売された。その中でも『ニーベルングの指環』全曲は同曲に於いての世界初のステレオ録音でかつライヴであることもあり大きな注目と大反響を集め、発売されたCDは日本ではレコードアカデミー賞の大賞を受賞した。